# Вашварский мир
Вашварский мир — мирный договор между австрийской Габсбургской монархией и Османской империей, подписанный 10 августа 1664 года через несколько дней после окончания битвы при Сентготтхарде. Подписан послом Габсбургов в Порте Симоном Ренигером и великим визирем Османской империи Ахмедом Кёпрюлю. Вашварский мир ознаменовал окончание Австро-турецкой войны 1663—1664 годов. Перемирие действовало около 20 лет вплоть до 1683 года, когда приграничные стычки переросли в полномасштабную войну, кульминацией которой стала Венская битва.
На момент подписания договора с военной точки зрения Габсбургская монархия находилась в выигрышном положении. После полной победы в битве при Сентготтхарде австрийская армия владела стратегической инициативой, и имелись все условия для продолжения наступления. Многие в Габсбургской империи выступали за продолжение боевых действий, в первую очередь хорваты и венгры: поскольку значительная часть их исторических земель была оккупирована турками, они видели в текущей ситуации шанс на полное их освобождение. Но несмотря на это, наступление было остановлено, начаты переговоры и, наконец, подписан мир, получивший имя по городку Вашвар. Влиятельные хорватские и венгерские дворяне выступили против условий договора, сочтя их чересчур мягкими по отношению к туркам — по условиям мира Османская империя даже получала назад часть только что освобождённых хорватских и венгерских земель. Договор признавал верховную власть султана над Трансильванией и Уйваром, хотя и обязывал турок вывести из Трансильвании войска. Хорватский замок Нови-Зрин, родовое поместье магнатов Зринских, был разрушен. Причиной таких условий было нежелание императора Леопольда I глубоко увязать в конфликте с турками, в то время как главной целью его внешней политики была борьба за гегемонию в Европе с французским королём Людовиком XIV.
Недовольство Вашварским миром вылилось во внутреннюю дестабилизацию империи. Заговор магнатов, который в Венгрии возглавил Ференц I Ракоци, а в Хорватии Пётр Зринский и Фран Крсто Франкопан (см. заговор Зринских-Франкопана), был раскрыт и подавлен, однако нанёс существенный урон внутреннему миру и единству Габсбургской державы.